# Soutomayor (Santa Fe)
Soutomayor es una comuna argentina ubicada en el departamento Las Colonias de la provincia de Santa Fe.

## Ubicación
Se halla ubicada a 22 km al este de Humberto Primo. Se puede acceder por la ruta 80s.

## Población y demografía
Cuenta con 120 habitantes (Indec, 2022), lo que representa un descenso frente a los 204 habitantes (Indec, 2010) del censo anterior.
| Gráfica de evolución demográfica de Soutomayor (Santa Fe) entre 1991 y 2022 |
|                                                                             |
| Fuente: Censos nacionales del INDEC                                         |

## Historia
Su fundación se remonta al año 1885, bajo el nombre de Colonia San Miguel. 
La Comuna se creó en octubre de 1912, otorgándosele el nombre de Soutomayor, en honor a su fundador Don José Soutomayor

## Fiestas y Celebraciones
29 de septiembre - Fiesta del Santo Patrono San Miguel Arcángel